# エジプト第15王朝

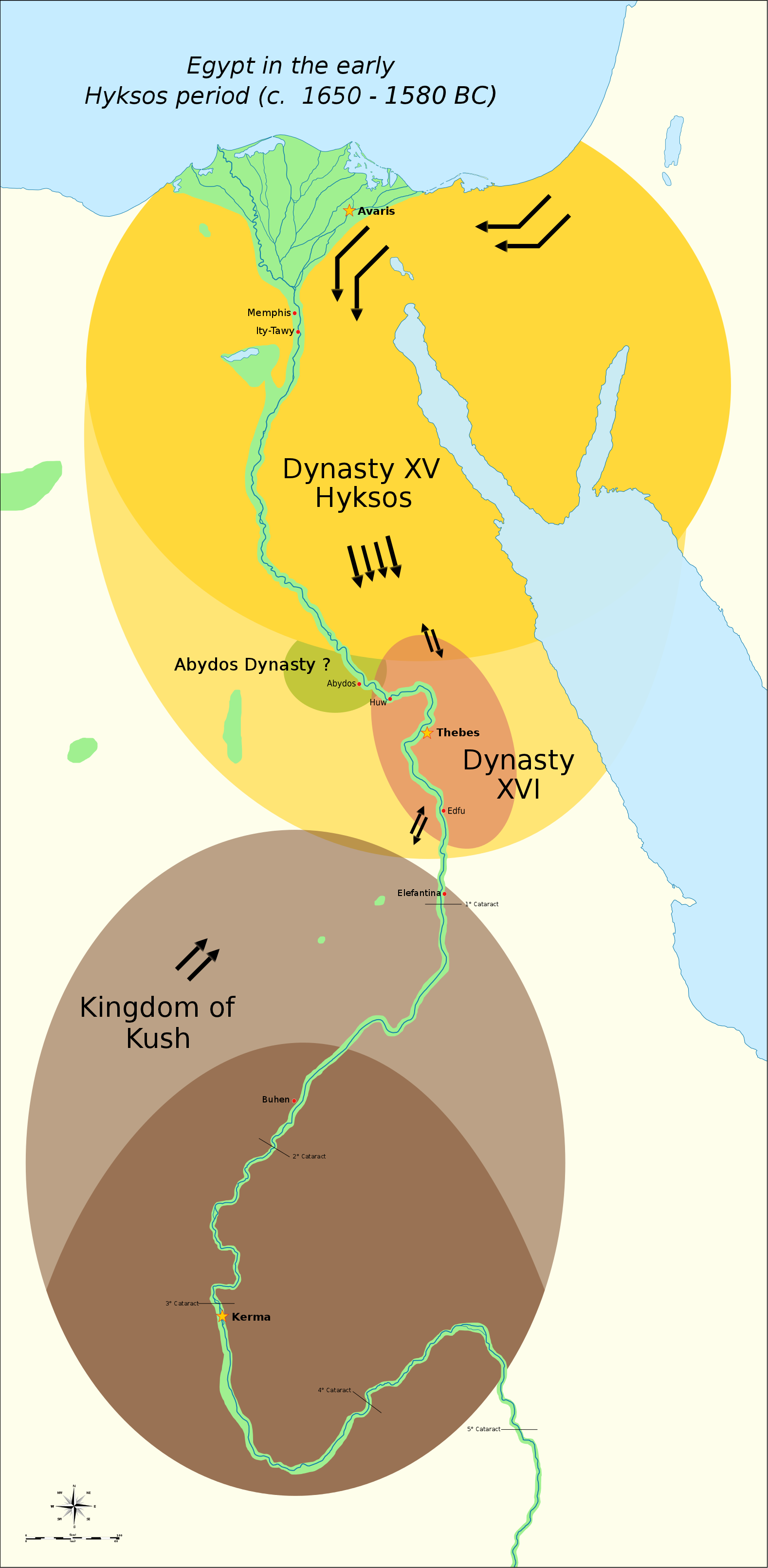
エジプト第15王朝の領域

エジプト第15王朝（エジプトだい15おうちょう、紀元前1663年頃 - 紀元前1555年頃）は第2中間期時代の古代エジプト王朝。いわゆるヒクソス（ヘカウ・カスウト「異国の支配者達」の意）と呼ばれる異民族によって立てられた王朝である。この王朝についての後世のエジプト人の記録は敵意に満ちており、圧制を敷いてエジプト人を苦しめたとされているが、現代ではこのエジプト人の記録が酷く誇張されたものであることが明らかにされている。少なくとも第15王朝の支配領域に居住したエジプト人達が「異民族統治」を強く意識したのかどうかはかなり疑わしい。20世紀の調査によってヒクソスが大軍をもってエジプトに侵入した可能性はほとんど否定されているからである。第15王朝はやがて異民族の追放を掲げたテーベの政権（第17、第18王朝）によってエジプトから放逐された。

## 歴史
第15王朝の起源はヒクソスの起源に関する問題でもあるが、ここではヒクソス自体の起源問題には触れず、ヒクソスの政権奪取に関する問題について記述する。ヒクソスの起源問題についてはヒクソスの項目を参照されたい。

### ヒクソス政権の成立
ヒクソスによるエジプトの支配権確立の経緯について記す記録は1500年後のマネトによる記録しかない。
「トゥティマイオスの代に、原因は不明であるが、疾風の神がわれわれを打ちのめした。そして、不意に東方から、正体不明の闖入者が威風堂々とわが国土に進行して来た。彼らは、圧倒的な勢力を以て、それを簒奪し、国土の首長たちを征服し、町々を無残に焼き払い、神々の神殿を大地に倒壊した。また、同胞に対する扱いは、ことごとく残忍をきわめ、殺されたり、妻子を奴隷にされたりした。最後に彼等は、サリティスという名の王を1人、指名した。彼は、メンフィスに拠って上下エジプトに貢納を課し、最重要地点には守備隊を常駐させた。」

マネト『エジプト史（AIGUPTIAKA）』より
この記録に登場するトゥティマイオスは恐らく他の史料に登場するドゥディメス1世の事であると考えられる。彼の名はゲベルアイン（ルクソールの上流30キロメートルあたり）の石碑から発見されている。彼を含む南部の王達は、ヒクソスに従属しながら統治するに過ぎなかったであろうと見られる。
マネトによれば下エジプトのナイル川デルタ東部を制圧したヒクソスの王サリティス（またはサイテス）はアヴァリス市（現在のテル・アル＝ダバア遺跡を建設し、そこを拠点にエジプトを支配したと言う。
彼らがエジプトを支配下に置いた時代は現在概ね紀元前17世紀半ばに比定されているが、ヒクソス時代の記録は乏しい。また、ヒクソスがエジプトに複合弓、戦車、新型の剣などを導入したという見解は広く受けられているが、考古学的な調査結果はこうした軍事的に優勢な異民族が大挙侵入してエジプトを占領したと言う見解を必ずしも支持しない。

### アジア人の移住

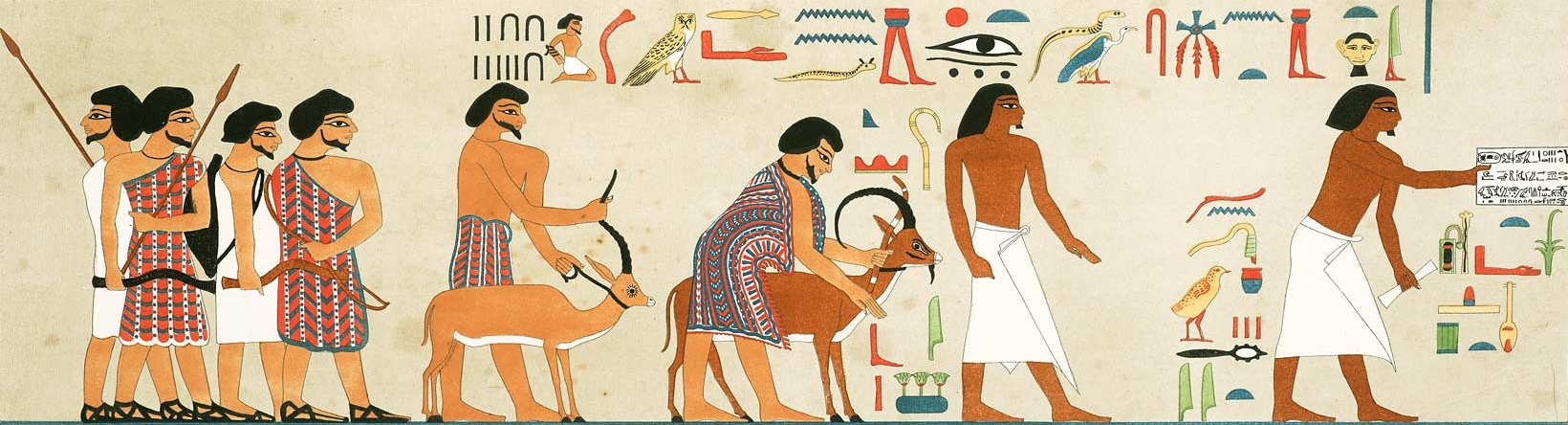
ベニ・ハサンの壁画。アジア人が薄い肌色（左側）で、エジプト人が褐色の肌（右側）で描き分けられている。

ナイル川デルタ地方におけるアジア人の移住は第1中間期から中王国時代には既に始まっており、第15王朝が成立するよりも前に、高い地位と権力を持つアジア系の人物が登場していた。またヒクソスによって建設されたという記録の残るアヴァリス市は、既に第12王朝時代には存在していたことが確認されており、実際の起源は第11王朝まで遡ると見る学者もいる。
アヴァリス市の調査結果はアジア系の集団が権力を握る過程を考える上で重要である。アヴァリス市で発見された中王国時代初期（第12王朝時代）の居住区は、センウセレト2世のピラミッド建設労働者達の都市カフン（ヘテプ・センウセルト）の居住区と構造が酷似しており、極めてエジプト的な都市であった。この居住区は第12王朝2代目のセンウセレト1世時代には放棄されており、第12王朝後期頃に南西に新しい居住区が形成された。この新しい居住区は旧来の居住区と異なり、住居の配置・構造が北シリアのそれと類似していることが明らかとなっており、シリア・パレスチナ地方の文化的影響を受けているのは確実である。この住居跡に付随する墓地からはシリア・パレスチナ地方の武器が発見されており、この都市に多数のアジア系外国人傭兵が居住していたことがわかる。第12王朝末期頃の墓地からは現物の2倍の大きさを持つ人間の石製坐像が発見されているが、その独特の髪型と黄色く塗装された皮膚の表現などから、この像はアジア系の高官を表現したものであると考えられる。第13王朝時代には墓の前にロバを埋葬するシリア、メソポタミア地方と共通の習慣があったことが確認されるようになり、シリア地方のバアル神が崇拝されていた痕跡も残されている。このバアル神はエジプトのセト神と関連付けられ、第14王朝時代にはセト神がアヴァリスの主神となった。このセト神はヒクソスが崇拝した神であり、何らかの関連があるのは確実であると思われる。この時代には恐らくアジア系と見られる王も登場している。
このようにヒクソス（異国の支配者達）はエジプトの内部で勢力を拡大したアジア系の人々と関連性が強いと考えられ、エジプトの行政機構などは第15王朝によって引き継がれたと考えられる。強大な異民族の集団が外部から侵入しエジプト国家を粉砕したと言う古代エジプト人の見解は、今日あまり支持されていない。

### 第15王朝の支配
マネトはヒクソスの支配を6人の王による合計284年間としている。一方トリノ王名表では6人の王、108年間とされている。マネトの記録した統治期間は明らかに過大であり、トリノ王名表の記録が現実的な値に近いとされている。ヒクソス（第15王朝）に関する歴史史料はかなり限られており、個々の王の業績は明らかではない。
第15王朝はメンフィスまでを占領した後、アヴァリスを拠点にパレスチナからナイル川デルタ東部までの地域を直轄支配下に置いてエジプトを支配した。パレスチナ地方における拠点はシャルヘン（現在のテル・ファラ）であった。行政機構は中王国時代に形成された官僚組織を引き継いだと考えられ、エジプト人官僚が多く実務に携わっていた。他の地方に対しては諸侯を封じる一種の「封建体制」を敷いた。これら従属的な諸政権には貢納の義務を負わせて宗主権を行使したが強力な支配体制を敷いた痕跡は見当たらない。
テーベに成立していた第16王朝、第17王朝もまたヒクソスの権威を一時的には承認していたと考えられる。これに関する証拠として、第15王朝の王キアンが第17王朝の首都テーベ近郊のゲベレインに神殿を建設していることがあげられる。ヒクソスの歴代王、特に後半の王達の名前を記したスカラベ等の記念遺物がヌビア地方などからも発見されている。キアン王は手広く交易活動を行っており、彼に関連した遺物はミュケナイ（クレタ島）やアナトリア半島、メソポタミアからも発見されている。

### 第17王朝との戦い
やがてテーベの第17王朝が力をつけてくると、彼らは異民族支配の打破を大義名分として第15王朝を攻撃した。第15王朝と第17王朝の戦いは長期間に渡ったが、初期の戦いの様子は詳らかではない。と言うのも初期の戦いに関する記録が数世紀後に書かれた説話しかなく、しかもこの説話が断片的にしか今日に伝わらないためである。第19王朝時代に記録された説話の1つ『アポフィスとセケンエンラーの争い』によれば、第17王朝が戦いを開始したのはセケンエンラー（前1574頃）の時代であったという。第15王朝の王アペピ（アポフィス）が、テーベのアメン神殿の聖なる池で飼われていたカバの鳴き声がうるさく、安眠ができないので殺すように要求してきたことが戦いの発端であるとされる。このような理不尽な命令を受けてもセケンエンラーは当初アペピの使者を親しく迎え入れ、二心なきこと誓ったが、やがて第15王朝に対する朝貢を取りやめて戦争を開始するに到った。これはヒクソスの支配がいかに理不尽なものであったのかを強調した物語で史実とは見なし難いが、セケンエンラーが第15王朝に対する戦いを行っていたことは確かめられている。
第15王朝と第17王朝の戦いは長く激しいものであった。少なくとも当初第15王朝は第17王朝に対して勝利を収め、セケンエンラー2世を戦死させ、第17王朝の攻撃を一時頓挫させることに成功した。しかし第17王朝側ではセケンエンラー2世の子カーメス（前1573頃 - 前1570頃）が即位し、彼は再び戦端を開いた。第15王朝はクシュ（ヌビア北部）と同盟を結んで対抗しようとしたが失敗に終わり、カーメスによって大幅に領土を奪われたとされる。このカーメス王との戦いに関する流れは、カーメス王の戦勝記念碑の記録に基づいてなされるが、戦勝記念碑という文書の性質上、ある種の誇張を含む点には注意が必要である。カーメスが早世したため、第17王朝ではその弟イアフメス1世（前1570頃 - 前1546）が即位してなおも第15王朝に対する戦いを続けた。第15王朝の首都アヴァリスは断続的な包囲を受けて陥落し、第15王朝はエジプトの支配を失った。これによって第15王朝のエジプト支配は終焉を迎えたのである。第15王朝の残存勢力はパレスチナ側領土の拠点シャルヘンに引いたが、イアフメス1世は第15王朝の完全撃破を企図してパレスチナ遠征を敢行し、シャルヘンでの3年間にも渡る包囲戦の結果第15王朝は完全に滅亡し、ヒクソスの時代は終わりを告げた。その時期は紀元前16世紀半ば頃であった。

## 歴代王

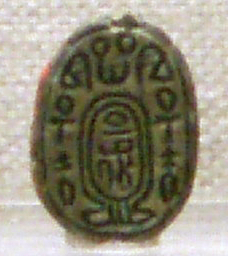
アペピ王の名前が刻まれたスカラベ。ボストン美術館所蔵。

第15王朝の王はマネト、トリノ王名表の記録では6人であるが、トリノ王名表は損傷が激しく判読困難な状態である。まずマネトの記録では第15王朝の歴代王は以下の通りである。なお、マネトの記した『エジプト史』そのものは散逸して現存しない文献である。このため他の書物で引用された部分などから内容が復元されているが、第15王朝の歴代王について記した部分の引用では文献によって王名に異同がある。
| アフリカヌスの引用による王名 | ヨセフスの引用による王名 | 同時代史料に見られる対応する王名 | 備考                                                                 |
| ---------------------------- | ------------------------ | -------------------------------- | -------------------------------------------------------------------- |
| サイテス                     | サリティス               | シャレク                         |                                                                      |
| ブノン                       | ブノン                   |                                  |                                                                      |
| パクナシ                     | アパクナシ               |                                  |                                                                      |
| スターン                     | イアンナス               | キアン                           |                                                                      |
| アフォフィス                 | アポフィス               | アペピ                           | アケンエンラー＝アペピ アウセルラー＝アペピ ネブケペシュラー＝アペピ |
| アルクレス                   | アシス                   | カムディ                         |                                                                      |

次に示すのは同時代の遺物や他の史料に登場する王名であるが、王統の復元には問題が多い。特にアペピ（アポフィス）と言う誕生名（ラーの子名）を持つ王が複数の王なのか、それとも第11王朝のメンチュヘテプ2世がホルス名を次々と変更したように、同一の「アペピ王」が次々と即位名を変えていったものであるのか判然としない。また、それぞれの王の関係も明瞭ではない。
これらの王名の中でも明らかに西セム系の要素を持った王名はヒクソスの起源などを考える上では重要である。また彼らの即位名が太陽神ラーを構成要素に含む伝統的なエジプトの即位名を踏襲したものであることは注目に値する。なお、この王朝の歴代王について統一的な系譜は復元されていない。以下の表はクレイトンの記述に依るが、ドドソンはキアンとアペピ以外の王についての明確な情報はないとする。
| ホルス名     | 即位名           | 誕生名           | 備考 |
| ------------ | ---------------- | ---------------- | ---- |
|              |                  | セムケン         |      |
|              |                  | アペル・アナティ |      |
|              | メウセルエンラー | サキル・ハル     |      |
| イネクタウィ | セウセルエンラー | キアン           |      |
|              | アウセルラー     | アペピ1世        |      |
|              | ヘテプイブラー   | カムディ         |      |

以下の人物もヒクソスの王である可能性がある。
- ヤナッシ
- マアイブラー・シェシ（シャレク）
- メウセルエンラー・ヤコブヘル